# Benjamin Harrison
Benjamin Harrison (North Bend, Ohio, 20 augustus 1833 – Indianapolis, Indiana, 13 maart 1901) was de 23e president van de Verenigde Staten (1889-1893). Hij was een kleinzoon van president William Henry Harrison en een achterkleinzoon van ook een Benjamin Harrison, een van de ondertekenaars van de onafhankelijkheidsverklaring en gouverneur van Virginia in 1784.
Harrison studeerde rechten in Cincinnati en vestigde zich als advocaat in Indianapolis in 1854. In 1856 trad hij toe tot de pas opgerichte Republikeinse Partij. Tijdens de Amerikaanse Burgeroorlog diende Harrison van 1862 tot 1865 in het 70ste Indiana Regiment en bracht het van luitenant tot brigadegeneraal. Hij behoorde tot de troepen onder generaal William T. Sherman, die in september 1864 de stad Atlanta innamen. Na de oorlog hernam Harrison zijn advocatenpraktijk. Van 1881 tot 1887 zetelde hij voor zijn thuisstaat in de Amerikaanse senaat.
In 1888 werd Harrison verkozen als president. Hoewel hij minder stemmen behaalde dan zijn opponent, de zittende president Grover Cleveland, wist hij meer kiesmannen aan zich te binden (233 tegenover 168). Harrison werd geïnaugureerd op 4 maart 1889 en is nog steeds de enige president met Indiana als thuisstaat. Zijn presidentschap is vooral belangrijk geweest omwille van de ingevoerde economische wetgeving. Tijdens zijn ambtstermijn bedroeg de jaarbegroting van de nationale overheid voor het eerst één miljard dollar. Tevens werden zes nieuwe westelijk gelegen staten toegelaten tot de Unie: North Dakota, South Dakota, Montana, Washington, Idaho en Wyoming. Harrison werd bij de presidentsverkiezingen in 1892 op zijn beurt verslagen door zijn voorganger Cleveland. Hij bleef president tot 4 maart 1893.
Harrison vestigde zich na zijn aftreden in Indianapolis, hervatte zijn advocatenpraktijk, gaf lezingen en schreef artikels in kranten en tijdschriften. Hij overleed op 13 maart 1901 op 67-jarige leeftijd. Hij ligt begraven in Indianapolis. Zijn tweede vrouw Mary overleefde hem ruim 46 jaar en stierf op 5 januari 1948 op een leeftijd van 89 jaar.

## Kabinetsleden onder Harrison
| Kabinetsleden                 | Ministerie         | Periode     | Bijzonderheden               |
| ----------------------------- | ------------------ | ----------- | ---------------------------- |
| James Blaine                  | Buitenlandse Zaken | 1889 - 1892 | Idem onder Garfield + Arthur |
| John Willock Noble            | Binnenlandse Zaken | 1889 - 1893 |                              |
| Redfield Proctor              | Oorlog             | 1889 - 1891 |                              |
| William Windom                | Financiën          | 1889 - 1891 | Idem onder Garfield + Arthur |
| William Henry Harrison Miller | Justitie           | 1889 - 1893 |                              |
| Jeremiah M. Rusk              | Landbouw           | 1889 - 1893 |                              |
| Benjamin Tracy                | Marine             | 1888 - 1893 |                              |
| John Wanamaker                | Posterijen         | 1889 - 1893 |                              |
| Stephen Elkins                | Oorlog             | 1891 - 1893 |                              |
| Charles Foster                | Financiën          | 1891 - 1893 |                              |
| John W. Foster                | Buitenlandse Zaken | 1892 - 1893 |                              |

Washington ·
J. Adams ·
Jefferson ·
Madison ·
Monroe ·
J.Q. Adams ·
Jackson ·
Van Buren ·
W.H. Harrison ·
Tyler ·
Polk ·
Taylor ·
Fillmore ·
Pierce ·
Buchanan ·
Lincoln ·
A. Johnson ·
Grant ·
Hayes ·
Garfield ·
Arthur ·
Cleveland ·
B. Harrison ·
Cleveland ·
McKinley ·
T. Roosevelt ·
Taft ·
Wilson ·
Harding ·
Coolidge ·
Hoover ·
F.D. Roosevelt ·
Truman ·
Eisenhower ·
Kennedy ·
L.B. Johnson ·
Nixon ·
Ford ·
Carter ·
Reagan ·
G.H.W. Bush ·
Clinton ·
G.W. Bush ·
Obama ·
Trump · 
Biden ·
Trump
- Bibsys: 10014092
- Biblioteca Nacional de Chile: 000166997
- Biblioteca Nacional de España: XX1657981
- Bibliothèque nationale de France: cb120694019 (data)
- Catàleg d'autoritats de noms i títols de Catalunya: 981058528629706706
- CiNii: DA0759626X
- Gemeinsame Normdatei: 11872049X
- International Standard Name Identifier: 0000 0000 7693 4409
- Library of Congress Control Number: n50026594
- National Archives and Records Administration: 10581634
- Nationale Bibliotheek van Tsjechië: xx0105921
- Nationale Bibliotheek van Israël: 987007278259005171
- Nederlandse Thesaurus van Auteursnamen: 074090089
- SNAC: w6vd6x5d
- Système universitaire de documentation: 028968468
- Biographical Directory of the United States Congress: H000263
- Virtual International Authority File: 102441725
- WorldCat: E39PBJkXpbDPgwpt4VJM4jPfbd